# Michaił Alochin
Michaił Siergiejewicz Alochin (właśc. Smolarow) (ros. Михаил Сергеевич Алёхин (Смоляров), ur. 1902 w Jelizawtetgradzie, zm. 1939) – funkcjonariusz radzieckich służb specjalnych, major bezpieczeństwa państwowego.

## Życiorys
Urodzony w rodzinie żydowskiego kupca, od listopada 1919 do maja 1920 członek partii borotbistów, od maja 1920 w RKP(b)/WKP(b), 1920 ukończył szkołę prywatną w Jelizawetgradzie. Członek komunistycznej partyzantki, walczył z oddziałami Petlury i Grigoriewa, od maja do sierpnia 1920 uczestnik kursów wojskowo-politycznych Frontu Południowo-Zachodniego, później m.in. politruk batalionu, starszy instruktor wydziału politycznego zachodniego rejonu Morza Czarnego, szef sekretariatu politycznego twierdzy Oczaków i od marca do września 1921 zastępca szefa wydziału politycznego zachodniego rejonu Morza Czarnego. Od września 1921 funkcjonariusz gubernialnej Czeki w Mikołajowie, zastępca szefa i szef wydziału tej Czeki, od lutego do maja 1922 pełnomocnik agentury politycznego gubernialnego oddziału GPU w Mikołajowie, od lipca 1922 szef wydziału kontrwywiadowczego, od września do listopada 1922 członek oddziału pogranicznego w Bałcie, później szef Sekcji Tajno-Politycznej Gubernialnego Oddziału GPU w Odessie i Wydziału Tajnego Donieckiego Gubernialnego Oddziału GPU, od stycznia 1923 do maja 1924 pełnomocnik Wydziału Kontrwywiadowczego Kijowskiego Gubernialnego Oddziału GPU. 
Od czerwca do sierpnia 1924 szef Wydziału Kontrwywiadowczego Kubańskiego Okręgowego Oddziału GPU, następnie Armawirskiego Okręgowego Oddziału GPU, od października 1924 do listopada 1927 szef Wydziału Kontrwywiadowczego Pełnomocnego Przedstawicielstwa OGPU w Kraju Północnokaukaskim, od 1 listopada 1927 do 2 stycznia 1929 szef Oddziału 3 tego wydziału, później pomocnik szefa tego wydziału. Od 1 sierpnia do września 1930 szef Wydziału Wschodniego i zastępca szefa Wydziału Kontrwywiadowczego PP OGPU w Kraju Północnokaukaskim, w marcu 1931 przeniesiony do centrali OGPU w Moskwie, gdzie był kolejno pomocnikiem szefa Oddziału 2 i Oddziału 3 i szefem Oddziału 4 Wydziału Specjalnego OGPU ZSRR, od 16 grudnia 1932 do 10 lipca 1934 szef Oddziału 3 Wydziału Specjalnego OGPU ZSRR. 
Od 10 lipca do 10 września 1934 szef Oddziału 7 Wydziału Specjalnego Głównego Zarządu Bezpieczeństwa Państwowego, od 10 września do 22 grudnia 1934 szef Oddziału 3 Wydziału Operacyjnego i pomocnik szefa Wydziału Operacyjnego Głównego Zarządu Bezpieczeństwa Państwowego, od 22 grudnia 1934 do 25 grudnia 1936 szef Wydziału Operacyjnego Zarządu Bezpieczeństwa Państwowego (UGB) Zarządu NKWD obwodu leningradzkiego, od 25 grudnia 1935 kapitan bezpieczeństwa państwowego. Od 25 grudnia 1936 do 23 marca 1937 szef Wydziału 2 UGB Zarządu NKWD obwodu leningradzkiego, od 27 lipca 1937 do 28 marca 1938 zastępca szefa Wydziału 12 Głównego Zarządu Bezpieczeństwa Państwowego, od 28 marca do 9 czerwca 1938 zastępca szefa Wydziału Techniki Operacyjnej NKWD ZSRR, 5 czerwca 1938 awansowany na majora bezpieczeństwa państwowego, od 9 czerwca do 13 września 1938 p.o. szefa Wydziału 2 Specjalnego NKWD ZSRR. Odznaczony Odznaką "Honorowy Funkcjonariusz Czeki/GPU (V)" (1930).
13 września 1938 aresztowany, 22 lutego 1939 skazany na śmierć przez Wojskowe Kolegium Sądu Najwyższego ZSRR, następnie rozstrzelany (rodzinę poinformowano, że zmarł w więzieniu 12 sierpnia 1940).